# Krążniczkowate
Krążniczkowate (Lecideaceae Chevall.) – rodzina grzybów z rzędu krążniczkowców (Lecideales).

## Systematyka
Pozycja w klasyfikacji według Index Fungorum: Lecideaceae, Lecideales, Lecanoromycetidae, Lecanoromycetes, Pezizomycotina, Ascomycota, Fungi.
Według aktualizowanej klasyfikacji Index Fungorum bazującej na Dictionary of the Fungi do rodziny tej należą rodzaje:
- Amygdalaria Norman 1853
- Bahianora Kalb 1984
- Bellemerea Hafellner & Cl. Roux 1984 – bellemera
- Bryobilimbia Fryday, Printzen & S. Ekman 2014
- Catarrhospora Brusse 1994
- Cecidonia Triebel & Rambold 1988 – cecidonia
- Clauzadea Hafellner & Bellem. 1984 – klauzadea
- Cyclohymenia McCune & M.J. Curtis 2017
- Farnoldia Hertel 1983 – szemrzyk
- Immersaria Rambold & Pietschm. 1989 – wnutrzyk
- Koerberiella Stein 1879 – koerberiella
- Labyrintha Malcolm, Elix & Owe-Larss. 1995
- Lecaimmeria C.M. Xie, Lu L. Zhang & Li S. Wang 2022
- Lecidea Ach. 1803 – krążniczka
- Lecidoma Gotth. Schneid. & Hertel 1981
- Lopacidia Kalb 1984
- Melanolecia Hertel 1981
- Mycobilimbia Rehm 1890
- Pachyphysis R.C. Harris & Ladd 2007
- Paraporpidia Rambold & Pietschm. 1989
- Poeltiaria Hertel 1984
- Poeltidea Hertel & Hafellner 1984
- Porpidia Körb. 1855 – kamusznik
- Pseudopannaria (B. de Lesd.) Zahlbr. 1924
- Rhizolecia Hertel 1984
- Romjularia Timdal 2007
- Schizodiscus Brusse 1988
- Stenhammarella Hertel 1967
- Stephanocyclos Hertel 1983
- Xenolecia Hertel 1984[2].

Nazwy polskie według W. Fałtynowicza.